# Christoph Graupner
Christoph Graupner (13. januar 1683 i Kirchberg i den tyske delstat Sachsen – 10. maj 1760 i Darmstadt) var en barokkomponist. Han skrev omkring 2000 værker: 1418 kirkekantater, 24 værdslige kantater, 113 symfonier, 44 koncerter for en til fire instrumenter, 80 suiter, 36 kammersonater og klavermusik, og otte operaer. Det meste af dette er bevaret.

## Liv og gerninger
Han blev født i Hartmannsdorf nær Kirchberg i Sachsen og modtog sin første musikalske instruktion fra sin onkel, en organist ved navn Nicolaus Kuester. Graupner gik på universitetet i Leipzig, hvor han studerede lov (ligesom mange komponister af tiden) og afsluttede der efter sine musikalske studier med Johann Kuhnau, kantor ved Thomasschule (Sankt Thomas Skole).
I 1705 forlod Graupner Leipzig for at spille cembalo i orkesteret ved Hamborg-operaen under ledelse af Reinhard Keizer, sammen med George Frideric Handel, den gang en ung violinist. Udover at spille harpsichordet komponerede Graupner seks operaer i Hamborg, nogle af dem i samarbejde med Keizer, en populær komponist af operaer i Tyskland.
I 1709 accepterede Graupner en stilling ved Hessen-Darmstadt-hoffet og blev i 1711 rigsorkesterets Hofkapellmeister (hofkapelmester). Graupner tilbragte resten af sin karriere ved hoffet i Hessen-Darmstadt, hvor hans primære ansvar var at skrive musik til domkirken. Han skrev musik i næsten et halvt århundrede, fra 1709 til 1754, da han blev blind. Han døde seks år senere.

## Graupner og Bach
Graupner spillede utilsigtet en nøglerolle i musikhistorien. Anstrengte finanser i Darmstadt i 1710'erne tvang en reduktion af det musikalske liv. Operahuset blev lukket, og mange hofmusikers lønninger var i restance (inklusive Graupner's). Efter mange forsøg på at få sin løn betalt og med flere børn og en kone at forsørge, ansøgte Graupner i 1723 for kantorstillingen i Leipzig. Telemann havde været det første valg til denne stilling, men trak sig tilbage efter at have sikret lønforhøjelsen i Hamborg. Graupners "audition" Magnificat, arrangeret af hans lærer, mentor og forgænger, Kuhnau. Graupners protektor (landgreve Ernst Ludvig, landgreve af Hessen-Darmstadt) ville imidlertid ikke frigøre ham fra hans kontrakt. Graupners ubetalte løn blev nu fuldt ud udbetalt, og hans løn blev øget, og han ville blive sikret i stillingen, selvom andre i hans kapel blev afskediget. Med sådanne gunstige vilkår forblev Graupner i Darmstadt, hvorved vejen for, at Bach kunne blive kantor i Leipzig, var beredt.
Efter at have hørt, at Bach var valg til Leipzig, skrev Graupner den 4. maj 1723 venligt til byrådet i Leipzig og forsikrede dem om, at Bach "er en musiker lige så dygtig på orgelet som han er ekspert i kirkeværker og kapelstykker" og en mand, der "vil ærligt og korrekt udføre de funktioner, der er betroet ham."

## Graupners opus og moderne udgaver
Graupner var hårdtarbejdende og produktiv. Der er omkring 2.000 overlevende værker i hans katalog, herunder 113 symfonier, 85 ouverturer (suiter), 44 koncerter, 8 operaer, 1.418 religiøse og 24 sekulære kantater, 66 sonater og 40 cembalo partitaer. Næsten alle Graupners manuskripter er opbevarede i ULB (Technical University Library) i Darmstadt, Tyskland.
Graupner skrev om eksotiske kombinationer af instrumenter, herunder oboe d'amore, fløjte d'amore og viola d'amore. Over halvdelen af hans syndonier kræver messing og timpani, med omkring 25 symfonier, der kræver 3 til 4 timpani, en (sinfonia i G Major GWV 611) 5 timpani, og en anden, sinfonia i F Major (GWV 566), blev sammensat til 6 timpani.

## Eftermæle
Efter at han var død, faldt Graupners værker i glemsel af en række grunde. Hans manuskripter blev genstand for en lang retslig kamp mellem hans arvinger og herskerne i Hessen-Darmstadt. En endelig retsafgørelse nægtede Graupner ejendomsretten til musikmanuskripterne. Arvingerne kunne ikke få tilladelse til at sælge eller offentliggøre hans værker, og de forblev utilgængelige for offentligheden. Dramatiske ændringer i musikstilerne havde reduceret interessen for Graupners musik. På den positive side sikrede Landgraves beslaglæggelse af Graupners musikalske ejendom imidlertid sin overlevelse i toto. Skæbne var ikke så venlig for J. S. Bachs musikalske arv, for eksempel. En anden faktor, der bidrog til Graupners posthumme uklarhed, var, at Graupner, i modsætning til Bach, kun havde få andre elever end Johann Friedrich Fasch til at fortsætte sin musikalske arv.
Som kritikeren David Vernier har opsummeret, er Graupner "et af de uheldige ofre for skæbnen og omstændighederne - en samtidig med Bach, Handel, Telemann osv., Der har forblevet stort set - og uretfærdigt - forsømt."